# John V. Tunney
John Varick Tunney (ur. 26 czerwca 1934 w Nowym Jorku, zm. 12 stycznia 2018 w Santa Monica) – amerykański polityk, członek Partii Demokratycznej.

## Działalność polityczna
W okresie od 3 stycznia 1965 do 2 stycznia 1971 przez trzy kadencje był przedstawicielem 38. okręgu wyborczego w stanie Kalifornia w Izbie Reprezentantów Stanów Zjednoczonych, a od 2 stycznia 1971 do 1 stycznia 1977 był senatorem Stanów Zjednoczonych z Kalifornii (1. Klasa).